# Roustabout (album)
Roustabout – dwudziesty pierwszy album Elvisa Presleya, który jest jednocześnie ścieżką dźwiękową z filmu Wagabunda. Wydany został 20 października 1964 roku przez RCA Victor Records, a sesje nagraniowe odbyły się w marcu i kwietniu 1964 r. w studiu Radio Recorders w Hollywood. Na liście najlepszych popowych albumów magazynu Billboard płyta zajęła pierwsze miejsce, a 20 maja 1988 r. stowarzyszenie Recording Industry Association of America nadało jej status złotej.

## Historia
26 lutego 1964 Presley przybył do wytwórni Paramount nagrać ścieżkę dźwiękową filmu. Tytułowa piosenka Roustabout napisana przez Otisa Blackwella i Winfielda Scotta, którą Presley nagrał na początku marca nie została wykorzystana, zamiast niej znalazła się inna wersja o tym samym tytule, tyle że napisana przez Billa Gianta, Berniego Baumana i Florence Kaye. Nagrano ją 29 kwietnia, czyli już po rozpoczęciu zdjęć do filmu co zwykle się nie zdarzało.
Niewykorzystany utwór przez długi czas pozostawał zapomniany, aż w 2003 r. wytwórnia RCA dodała go jako bonus do albumu Elvis 2nd To None. Aby odróżnić go od piosenki z filmu, zmieniono jej tytuł I'm a Roustabout. Cztery inne utwory: Roustabout, Little Egypt, Poison Ivy League i There's a Brand New Day on the Horizon w 1995 roku wydano na kompilacyjnym albumie The Essential 60s Masters II.

## Muzycy
1. Elvis Presley – wokal
2. The Jordanaires – akompaniament
3. The Mello Men – akompaniament (Roustabout)
4. Boots Randolph – saksofon
5. Scotty Moore, Billy Strange – gitara elektryczna
6. Tiny Timbrell – gitara akustyczna
7. Floyd Cramer, Dudley Brooks – pianino
8. Bob Moore, Ray Siegel – kontrabas
9. D.J. Fontana, Buddy Harman, Hal Blaine – perkusja

## Lista utworów

### Strona A
| Utwór | Data nagrania | Tytuł                   | Autor                                     | Czas trwania |
| ----- | ------------- | ----------------------- | ----------------------------------------- | ------------ |
| 1.    | 29.04.1964    | Roustabout              | Bernie Baum, Bill Giant, Florence Kaye    | 1:56         |
| 2.    | 02.03.1964    | Little Egypt            | Jerry Leiber i Mike Stoller               | 2:15         |
| 3.    | 02.03.1964    | Poison Ivy League       | Bernie Baum, Bill Giant, Florence Kaye    | 2:02         |
| 4.    | 02.03.1964    | Hard Knocks             | Joy Byers                                 | 1:42         |
| 5.    | 02.03.1964    | It's a Wonderful World  | Sid Tepper i Roy C. Bennett               | 1:48         |
| 6.    | 03.03.1964    | Big Love, Big Heartache | Dolores Fuller, Lee Morris, Sonny Hendrix | 1:57         |

### Strona B
| Utwór | Data nagrania | Tytuł                                  | Autor                                  | Czas trwania |
| ----- | ------------- | -------------------------------------- | -------------------------------------- | ------------ |
| 1.    | 03.03.1964    | One Track Heart                        | Bernie Baum, Bill Giant, Florence Kaye | 2:15         |
| 2.    | 03.03.1964    | It's Carnival Time                     | Ben Weisman i Sid Wayne                | 1:32         |
| 3.    | 03.03.1964    | Carny Town                             | Fred Wise i Randy Starr                | 1:19         |
| 4.    | 03.03.1964    | There's a Brand New Day On the Horizon | Joy Byers                              | 2:00         |
| 5.    | 03.03.1964    | Wheels On My Heels                     | Sid Tepper i Roy C. Bennett            | 1:19         |